# Sint-Nicolaaskerk (Alfeld)
De Sint-Nicolaaskerk (Duits: St. Nicolai) is de oude stadskerk van de plaats Alfeld in de Duitse deelstaat Nedersaksen. De kerk is een gotische hallenkerk met een uit twee torens bestaand westwerk. Het gebouw werd gewijd aan de heilige Nicolaas.

## Geschiedenis

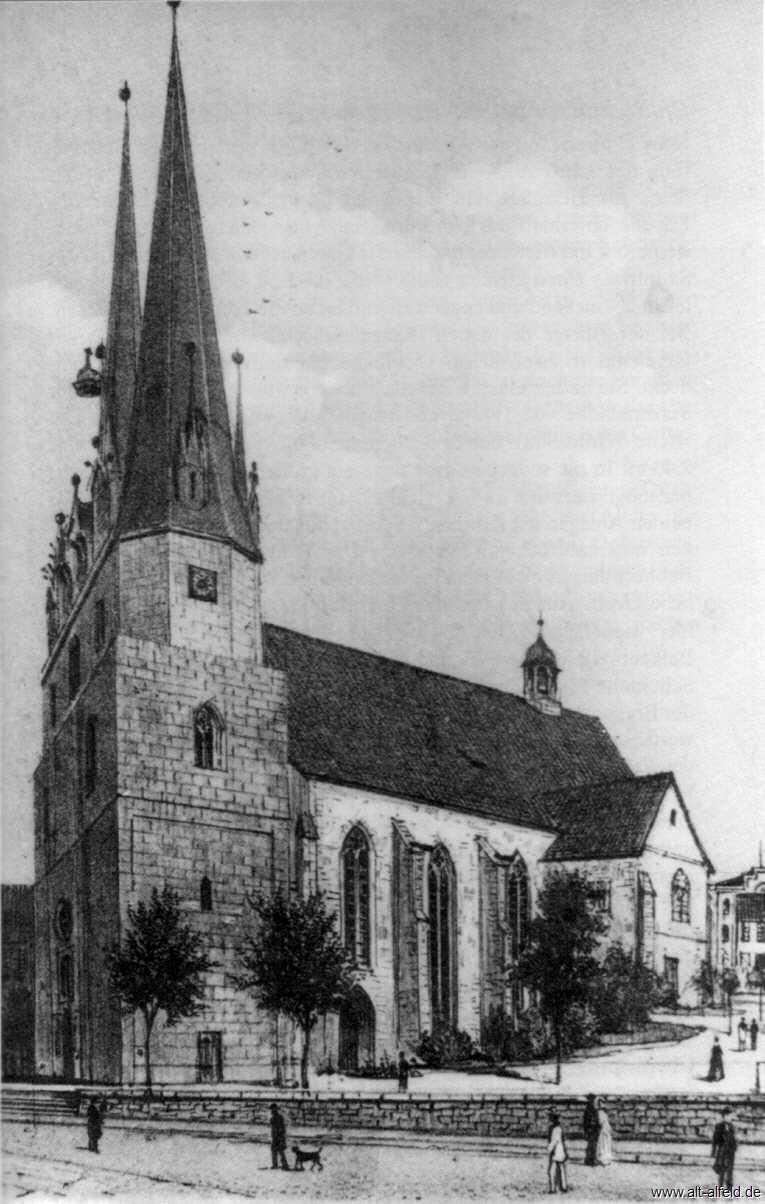
De kerk in 1860

Het oorspronkelijke godshuis was een romaans gebouw uit het begin van de 11e eeuw. Tijdens de stichting van de kerk werd het aartsdiaconaat van Freden hiernaartoe verplaatst, hetgeen een grote impuls betekende voor de stadsontwikkeling van Alfeld. De kerk was sinds 1355 meerdere eeuwen met het klooster Marienrode bij Hildesheim verbonden. Toen betrof het gebouw een kruisvormige basiliek.
Omstreeks 1400 werd het kerkschip tot een gotische hallenkerk verbouwd en in dezelfde eeuw werd het romaanse koor vervangen door een driedelig koor met rechthoekige sluiting. Het laatromaanse dwarsschip werd in de nieuwbouw geïntegreerd. In de jaren 1409-1423 ontstond de zogenaamde Steinberger kapel. Rond het jaar 1500 werd het westwerk vernieuwd, dat in wezenlijke delen echter nog 13e-eeuws is.
In 1542 kozen de raad en de burgers van Alfeld voor het Lutherse geloof en werd de Nicolaaskerk de zetel van een superintendent.
Bij een restauratie in de jaren 1970 vond men onder de orgelgalerij en het koor talrijke graven.

## Inrichting[1]
- Tot de inrichting van de kerk behoort een triomfkruis uit ca. 1230.
- Eveneens uit de middeleeuwse periode dateert een doopvont uit 1400.
- Het laatgotische sacramentshuis stamt uit de tweede helft van de 13e eeuw.
- De kerk bezit een aantal fraaie sluitstenen en delen van een barok altaar uit 1738.
- Het orgel uit 1863 is een klankrijk romantisch orgel van de orgelbouwer Heinrich Schaper.
- In de Steinberger kapel bevindt zich een fraai epitaaf van Catharina von Steinberg